# Comuna Askersund
Askersund (Askersunds kommun) este o comună din comitatul Örebro län, Suedia, cu o populație de 11.096 locuitori (2013).

## Geografie

### Zone urbane
Lista celor mai mari zone urbane din comună (anul 2015) conform Biroului Central de Statistică al Suediei:
| Nr | Zona urbană | Pop.  |
| -- | ----------- | ----- |
| 1  | Askersund   | 3.997 |
| 2  | Åsbro       | 1.321 |
| 3  | Åmmeberg    | 443   |
| 4  | Zinkgruvan  | 316   |
| 5  | Rönneshytta | 279   |
| 6  | Hammar      | 266   |
| 7  | Olshammar   | 237   |

## Demografie
| \| Evoluția demografică în comuna Askersund, 1970–2015 \| Evoluția demografică în comuna Askersund, 1970–2015 \| Evoluția demografică în comuna Askersund, 1970–2015 \| Evoluția demografică în comuna Askersund, 1970–2015 \| Evoluția demografică în comuna Askersund, 1970–2015 \| \| ----------------------------------------------------------------------------------------------------- \| --------------------------------------------------- \| --------------------------------------------------- \| --------------------------------------------------- \| --------------------------------------------------- \| \| An \| \| \| Locuitori \| \| \| 1970 \| 1970 \| \| 11174 \| 11174 \| \| 1975 \| 1975 \| \| 11342 \| 11342 \| \| 1980 \| 1980 \| \| 11896 \| 11896 \| \| 1985 \| 1985 \| \| 11614 \| 11614 \| \| 1990 \| 1990 \| \| 12008 \| 12008 \| \| 1995 \| 1995 \| \| 12230 \| 12230 \| \| 2000 \| 2000 \| \| 11530 \| 11530 \| \| 2005 \| 2005 \| \| 11461 \| 11461 \| \| 2010 \| 2010 \| \| 11278 \| 11278 \| \| 2015 \| 2015 \| \| 11151 \| 11151 \| \| Sursa: SCB - Statistika Centralbyrån, Folkmängd efter region, civilstånd, ålder och kön. År 1968–2016 \| \| \| \| \| |      |  |           |       |
| Evoluția demografică în comuna Askersund, 1970–2015 |      |  |           |       |
| An |      |  | Locuitori |       |
| 1970 | 1970 |  | 11174     | 11174 |
| 1975 | 1975 |  | 11342     | 11342 |
| 1980 | 1980 |  | 11896     | 11896 |
| 1985 | 1985 |  | 11614     | 11614 |
| 1990 | 1990 |  | 12008     | 12008 |
| 1995 | 1995 |  | 12230     | 12230 |
| 2000 | 2000 |  | 11530     | 11530 |
| 2005 | 2005 |  | 11461     | 11461 |
| 2010 | 2010 |  | 11278     | 11278 |
| 2015 | 2015 |  | 11151     | 11151 |
| Sursa: SCB - Statistika Centralbyrån, Folkmängd efter region, civilstånd, ålder och kön. År 1968–2016 |      |  |           |       |